# 할란 카운티 USA
《할란 카운티 USA》(영어: Harlan County U.S.A. 혹은 Harlan County, U.S.A.)는 미국에서 제작된 바버라 코플 감독, 제작의 1976년 다큐멘터리 영화이다.
1977년 제49회 아카데미상 시상식에서 장편 다큐멘터리상을 수상했다.

## 영화에 사용된 음악
이 영화에서 음악은 광부 문화를 보여주는 중요한 요소로 쓰였다.
- Dark as a Dungeon
- Forty-Two Years
- Come All You Coal Miners
- Mannington
- Black Lung
- Cold Blooded Murder
- Miners Life
- Which Side Are You On
- This Little Light of Mine
- Coal Tattoo
- Trouble Among Yearlings
- Lone Prairie
- They'll Never Keep Us Down